# Paul Hough
Paul Hough (* 4. August 1974 in London) ist ein britischer Filmregisseur. Der Sohn von Horrorregisseur John Hough erregte zum ersten Mal Aufmerksamkeit durch seinen Dokumentarfilm Backyard: Im Hinterhof der Hölle.

## Biografie
Als Sohn eines britischen Horrorfilm-Regisseurs war das Filmschaffen bereits in Houghs Jugend präsent. Mit acht Jahren begann er zum Amüsement seines Freundeskreises Amateurhorrorfilme auf nahegelegenen Friedhöfen oder Parks zu drehen. Trent Park Massacre wurde in seiner Primary School aufgeführt, erntete aber nicht die gewünschten Lorbeeren. Anschließend ging er auf die Jungenschule City of London School und engagierte sich in Filmclubs. Schon früh begann er auch Drehbücher zu schreiben.
Er wechselte dann zur New York University Film School. Einer seiner damaligen Kurzfilme namens End of the Line (1996) hatte eine verblüffende Ähnlichkeit mit Nicht auflegen! (2003). Kurz vor seinem Abschluss an der New York University arbeitete Hough an der Sports-Show Reverse Angle für FOX. Bei einer Show fiel ein Gast aus und Paul Hough nahm einen befreundeten Mitarbeiter von Troma in die Sendung, der regelmäßig in Schwulentheatern spielte. Trotz massiver Beschwerden entwickelt sich die Folge zum Hit.
Eine Show namens 3 AM, die von Partysprengungen handeln sollte, wurde in letzter Minute abgesetzt. Hough lernt David MacLane kennen, der ihn für die Dokumentation Women of Wrestling engagierte. Bei einer Aufnahme zu dieser Sendung steckten ihm zwei Kinder ein Video mit harten Backyard-Wrestling-Aktionen. Houghs Interesse wurde geweckt und er drehte seinen Dokumentarfilm Backyard: Im Hinterhof der Hölle über dieses Thema. Die Dokumentation entstand als Independent-Film mit einem geringen Budget und einer zweijährigen Produktionszeit. Er drehte außerdem das Musikvideo Enemy für die Metal-Band Fozzy. Das Video zeigt einen Rollstuhlfahrer, der bis auf das Dach eines Hochhauses „krabbelt“, weil die Fahrstühle kaputt sind, nur um sich anschließend von dort herunterzustürzen.
Anschließend wurde es still um Hough. 2007 drehte er den Kurzfilm The Angel. 2012 veröffentlichte er The Human Race.

## Filmografie
- 1995: August Roads (2nd Unit)
- 1996: End of the Line (Kurzfilm)
- 1997: Reverse Angle (TV-Show)
- 2002: Backyard: Im Hinterhof der Hölle (The Backyard)
- 2007: The Angel (Kurzfilm)
- 2012: The Human Race